# Szaposznikowo (rejon lgowski)
Szaposznikowo (ros. Шапошниково) – wieś (ros. деревня, trb. dieriewnia) w zachodniej Rosji, w sielsowiecie wyszniedieriewienskim rejonu lgowskiego w obwodzie kurskim.

## Geografia
Miejscowość położona jest nad rzeką Małaja Łoknia (lewy dopływ Łokni w dorzeczu Sudży), 15,5 km od centrum administracyjnego sielsowietu (Wysznije Dieriewieńki), 25,5 km na południe od centrum administracyjnego rejonu (Lgow), 73 km na południowy zachód od Kurska.
We wsi znajdują się 4 posesje.
Klimat
Miejscowość, jak i cały rejon, znajduje się w strefie klimatu kontynentalnego z łagodnym ciepłym latem i równomiernie rozłożonymi opadami rocznymi (Dfb w klasyfikacji klimatów Köppena).

## Demografia
W 2010 r. wieś zamieszkiwały 4 osoby.